# Porta Magna

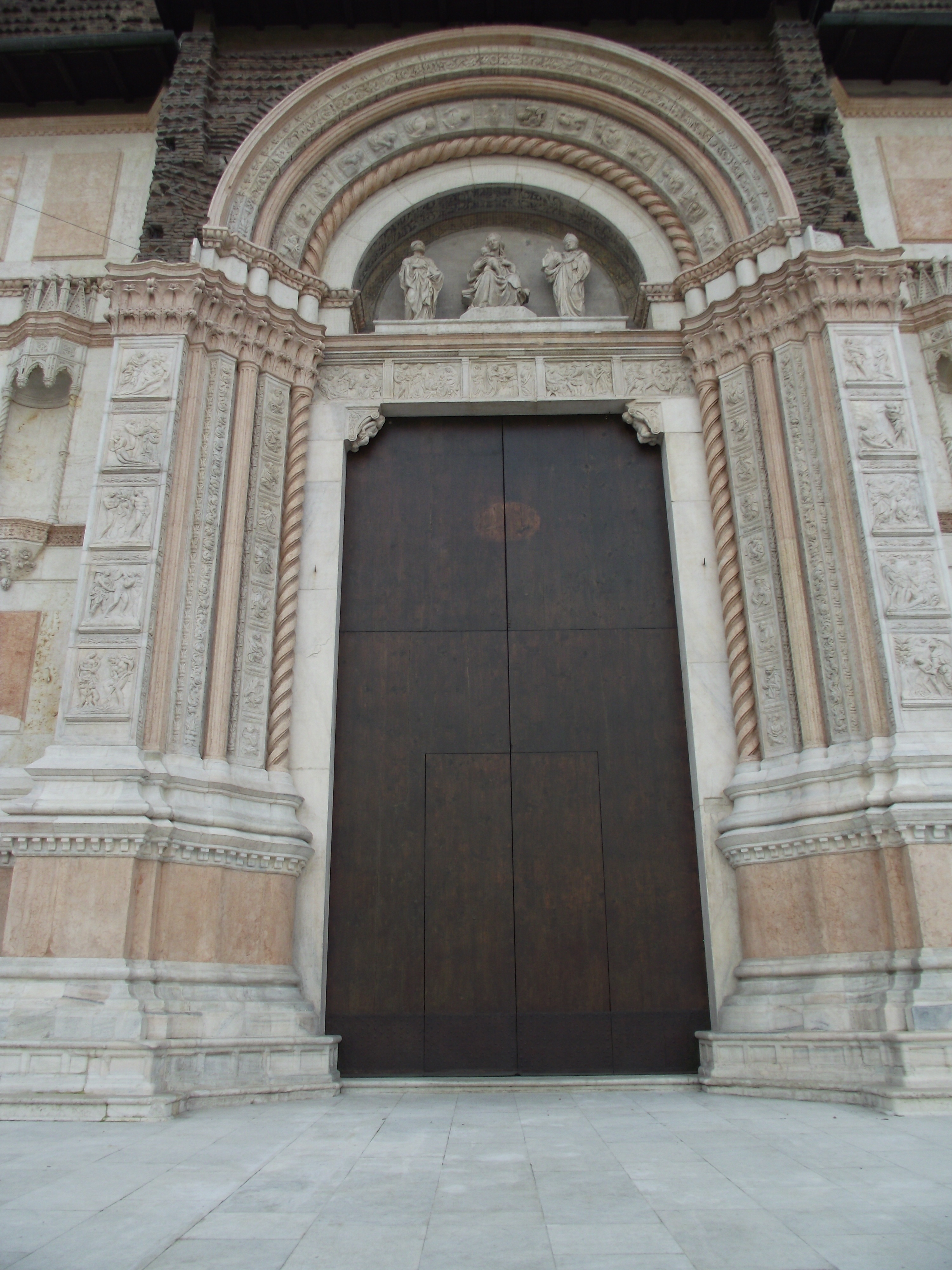
Vista completa de la Porta Magna de San Petronio.

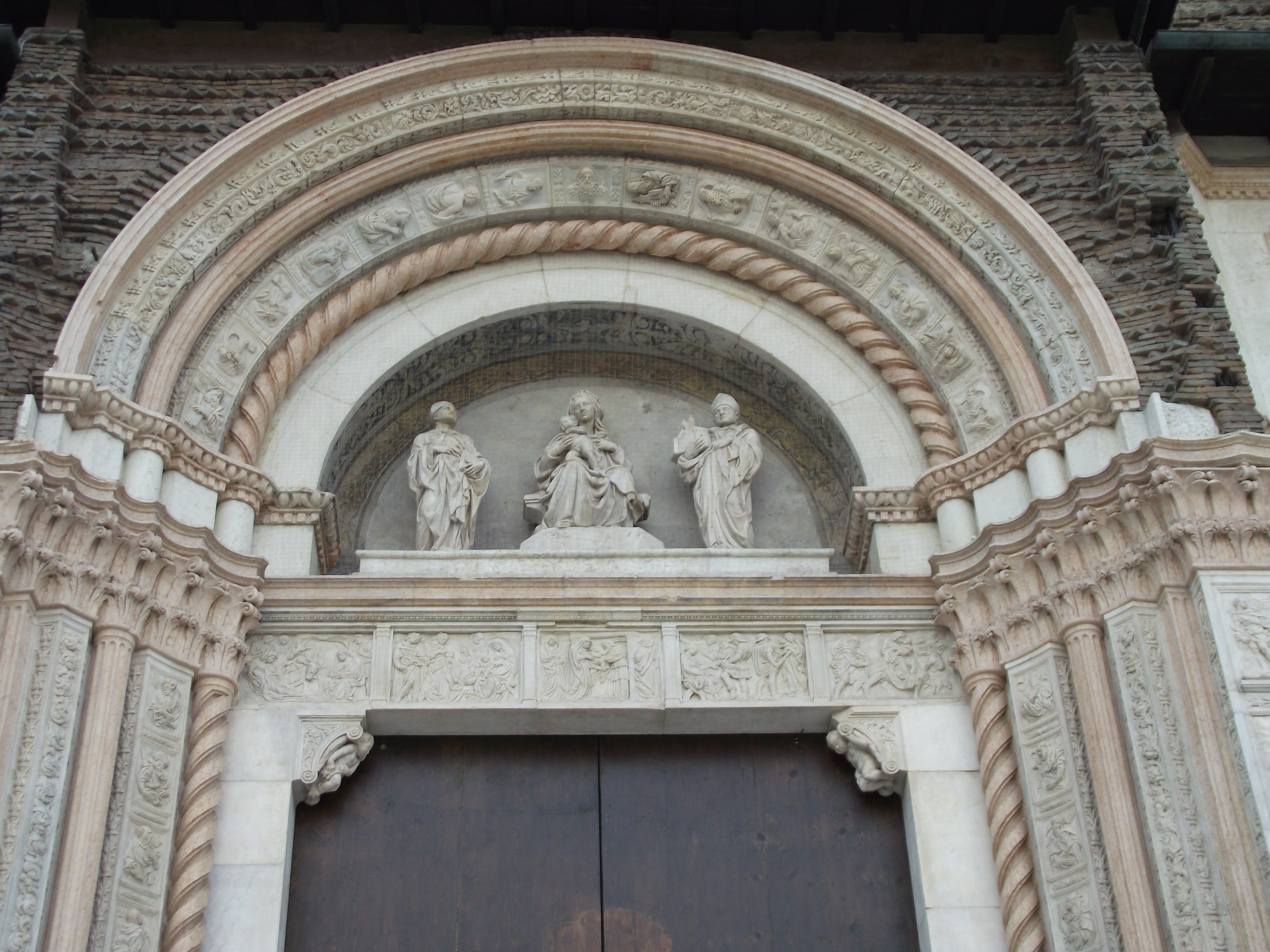
Detalle de la parte superior, con el tímpano (donde se aloja la Virgen con el Niño y los santos Ambrosio y Petronio), las arquivoltas (en una de ellas, dieciocho Profetas) y el arquitrabe (en el que se desarrollan las cinco Historias del Nuevo Testamento).

Porta Magna ("gran puerta" en latín) es la denominación del pórtico central de la basílica de San Petronio de Bolonia. Se construyó a partir del año 1425 y fue decorada con estatuas y relieves que están considerados como la obra maestra del escultor sienés Jacopo della Quercia, que comenzó su tarea ese mismo año, bajo mandato del legado pontificio Louis Aleman, y la interrumpió en el año 1434, poco antes de su muerte (1438). La obra permaneció incompleta, sin la cúspide. En el año 1510 las obras del pórtico volvieron a reanudarse con la intervención de Arduino Arriguzzi.
Michelangelo Buonarroti (Miguel Ángel) tuvo oportunidad de contemplarla y estudiarla, influyéndole de modo determinante en su propio estilo. Su atención se centró sobre todo en las escenas del Génesis, que le inspiraron algunas de las composiciones de la bóveda de la Capilla Sixtina. También elogió la imagen de la Virgen, a la que denominó "la più bella Madonna del Quattrocento".

## Descripción

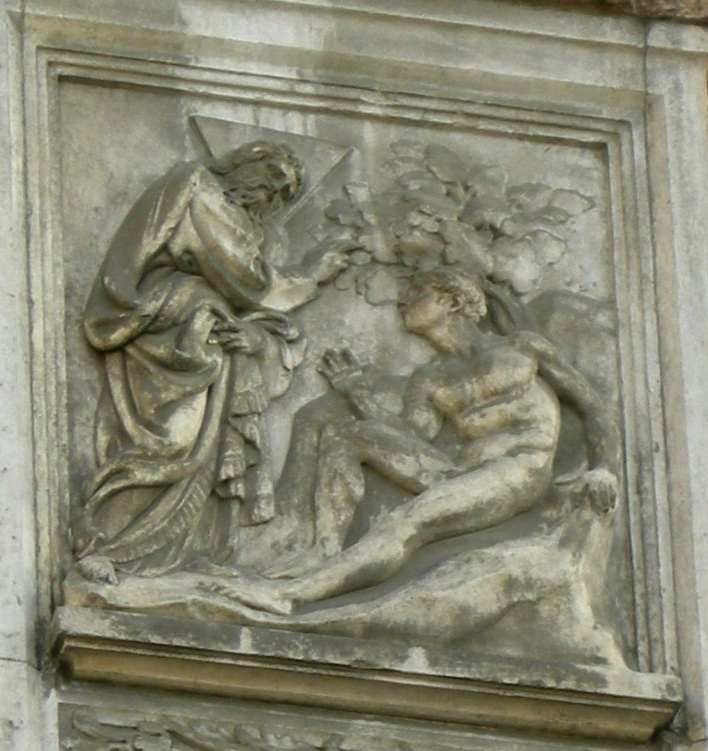
Creación de Adán.

Jacopo della Quercia esculpió las diez escenas en bajorrelieve de las jambas del pórtico en las que se representan Historias del Génesis (Creación de Adán, Creación de Eva, Pecado original, Expulsión del Paraíso, Trabajo de los progenitores, Sacrificios de Caín y Abel, Muerte de Abel, Salida del Arca de Noé, Ebriedad de Noé y Sacrificio de Isaac), los dieciocho Profetas de la arquivolta, las tallas en bulto redondo de Virgen con el Niño y los santos Ambrosio y Petronio del tímpano (que fueron completadas por Domenico da Varignana), y las cinco Escenas del Nuevo Testamento del arquitrabe: Natividad, Adoración de los Magos, Presentación en el Templo, Matanza de los Inocentes y Huida a Egipto.
Los Profetas del arco central son obra de Antonio Minello y Antonio da Ostiglia, mientras que el Moisés del centro es obra de Amico Aspertini.

## Estilo

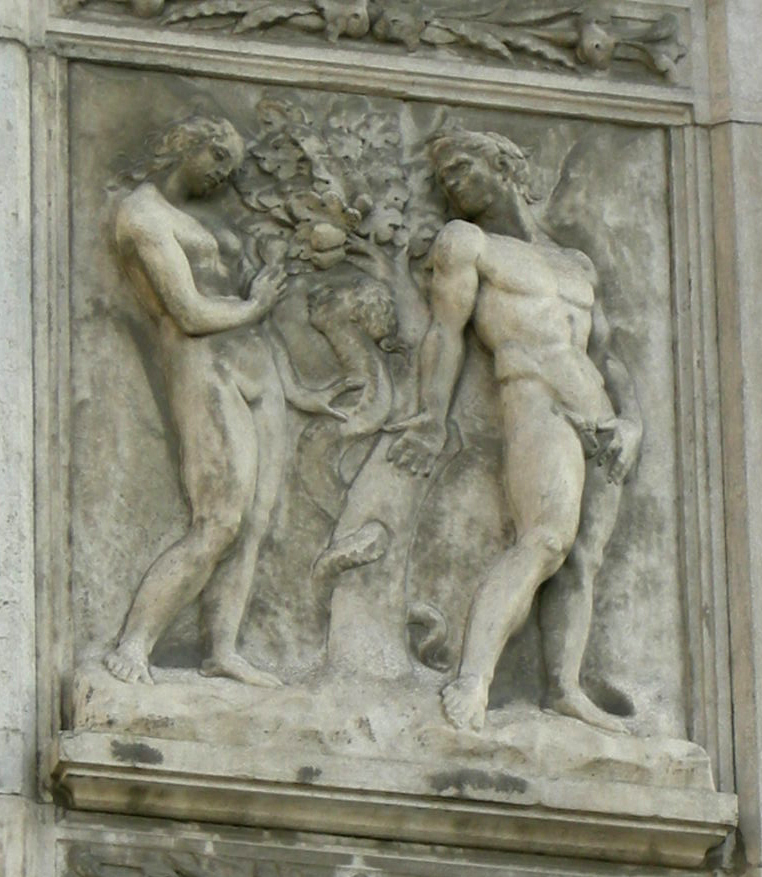
Pecado original.

El nudo focal de la inquieta y multiforme producción de Jacopo della Quercia es la vitalidad de sus abrumados personajes, dejando en un segundo plano las fuentes y referencias culturales de sus obras. La intensidad dinámica de los relieves de San Petronio se debe al juego de las lineas complejas, que también explota en las líneas de los drapeados (panneggio) góticos, y por su elección de sujetos humanos rústicos y masivos, que exaltan la fuerza plástica de las escenas.
La figuras ocupan la escena en toda su altura, sobre un fondo casi siempre neutro, y se caracterizan por un gesto amplio, pose elocuente y composición dinámica. La técnica de relieve es distinta del stiacciato de Donatello, porque no se utilizan socavaduras (sottosquadri), sino que hace aparecer las figuras como aplastadas (schiacciate) entre dos planos invisibles, con lineas limpias y sombras reducidas al mínimo. Las partes lisas y redondeadas de las figuras se alternan a menudo con fracturas de planos y contornos rígidos, de cuyo contraste surge un efecto de gran fuerza contenida, que no tiene igual en la escultura del Quattrocento. La concentración en la energía psíquica y física del hombre en lo formal no tuvo continuación hasta que Miguel Ángel tomara estas figuras como modelo de para su propia expresividad y fuerza narrativa.

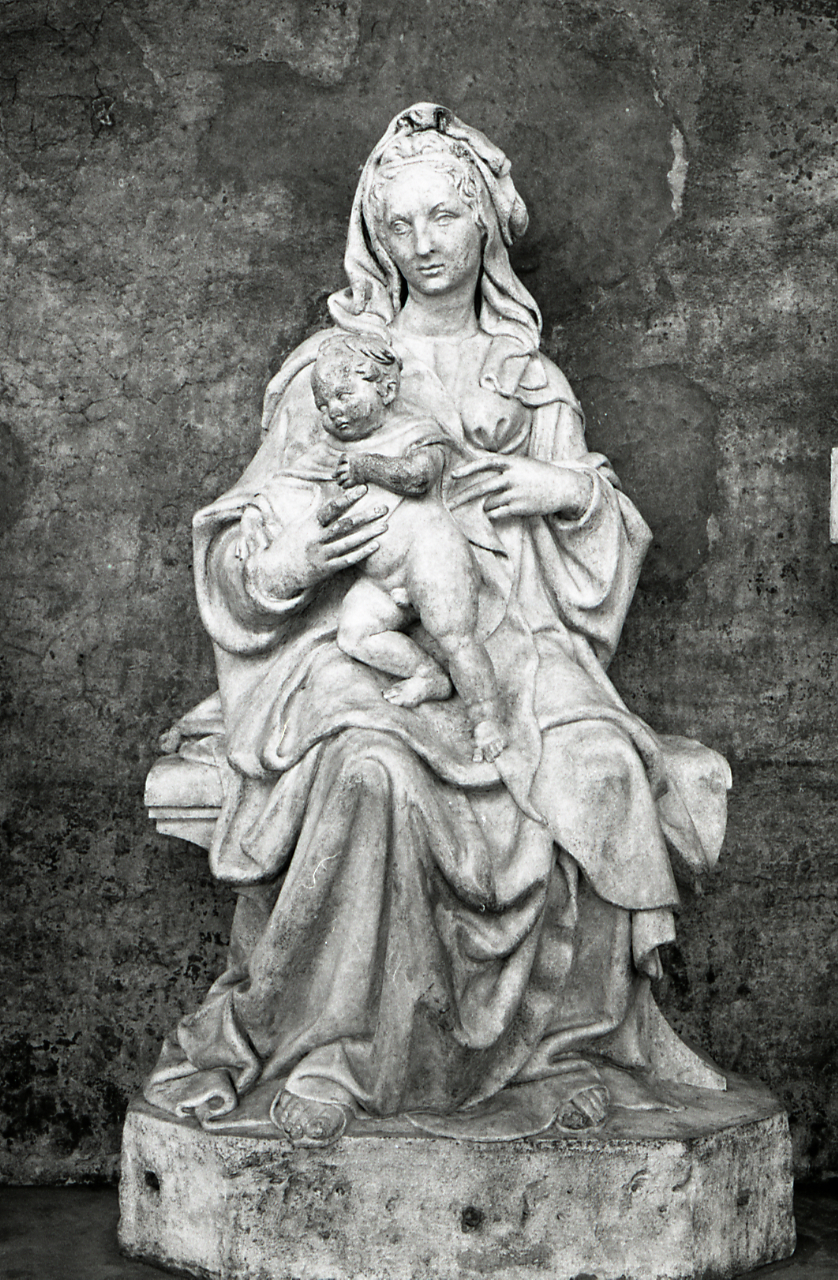
La Madonna.
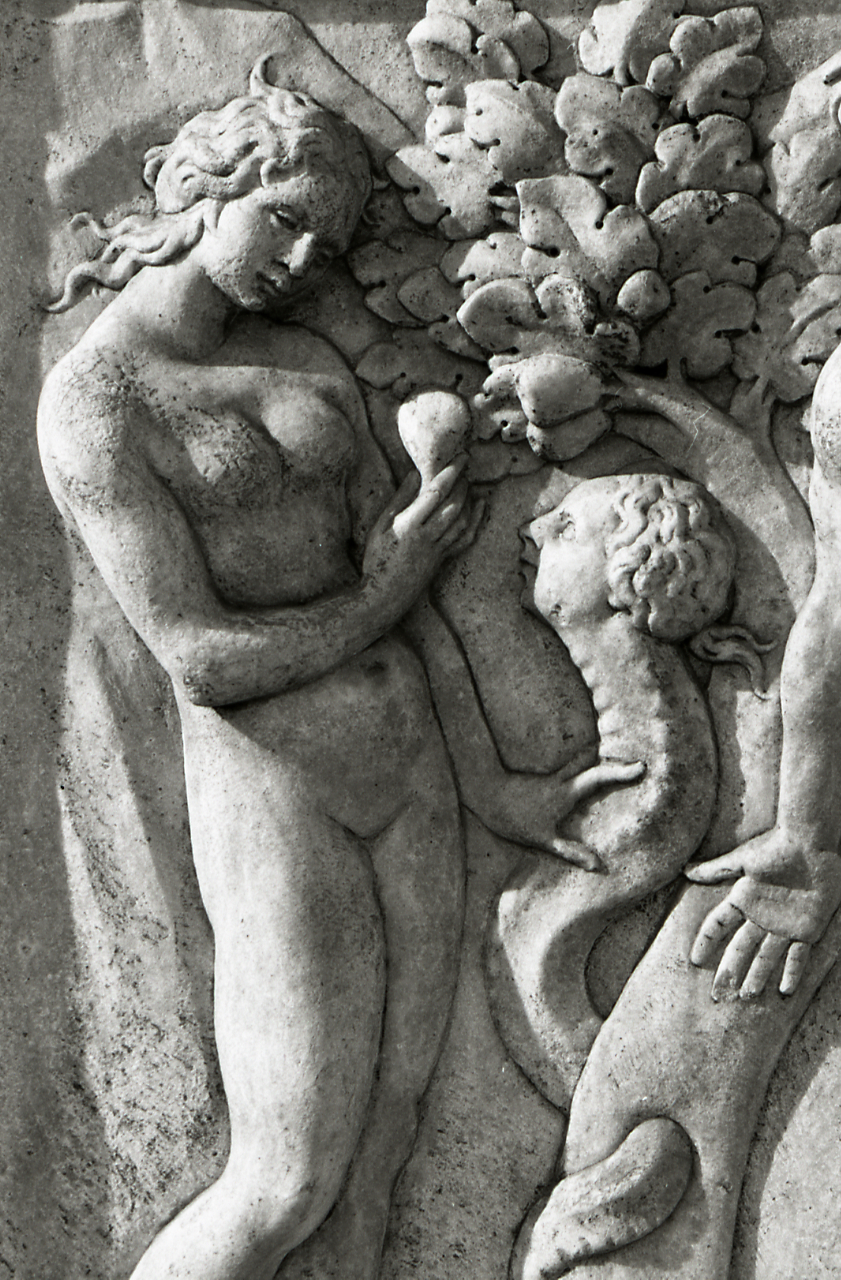
Pecado original, detalle.
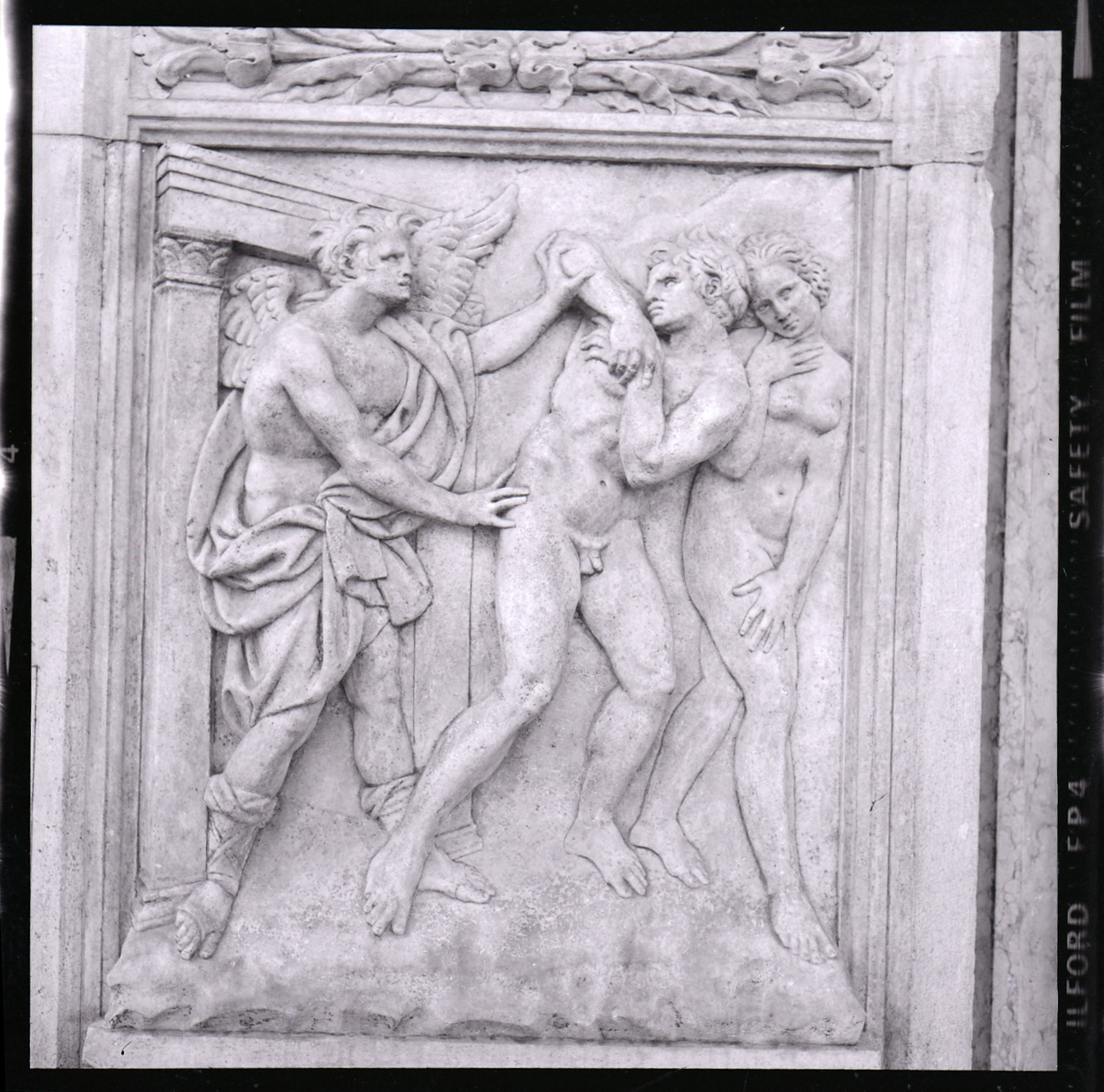
Expulsión del Paraíso.
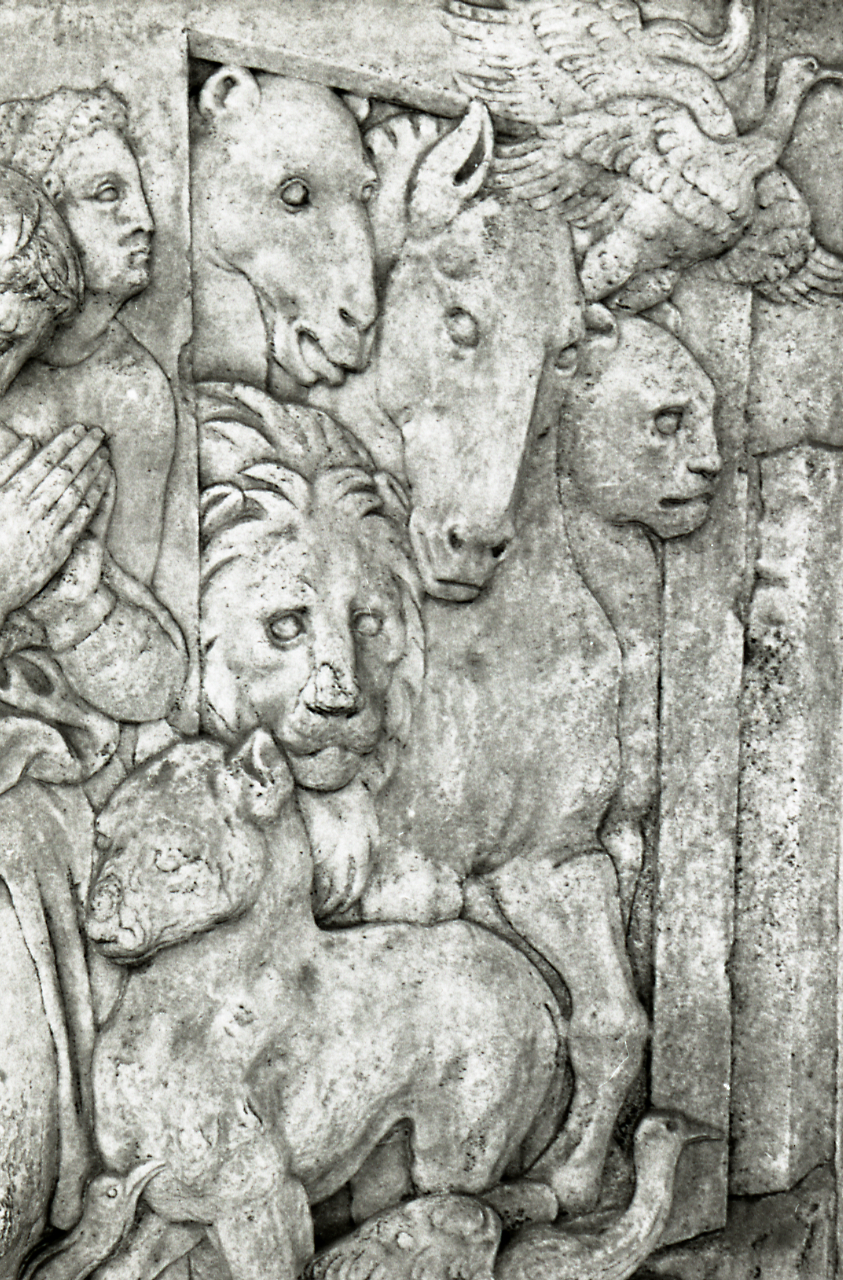
Salida del Arca de Noé, detalle.
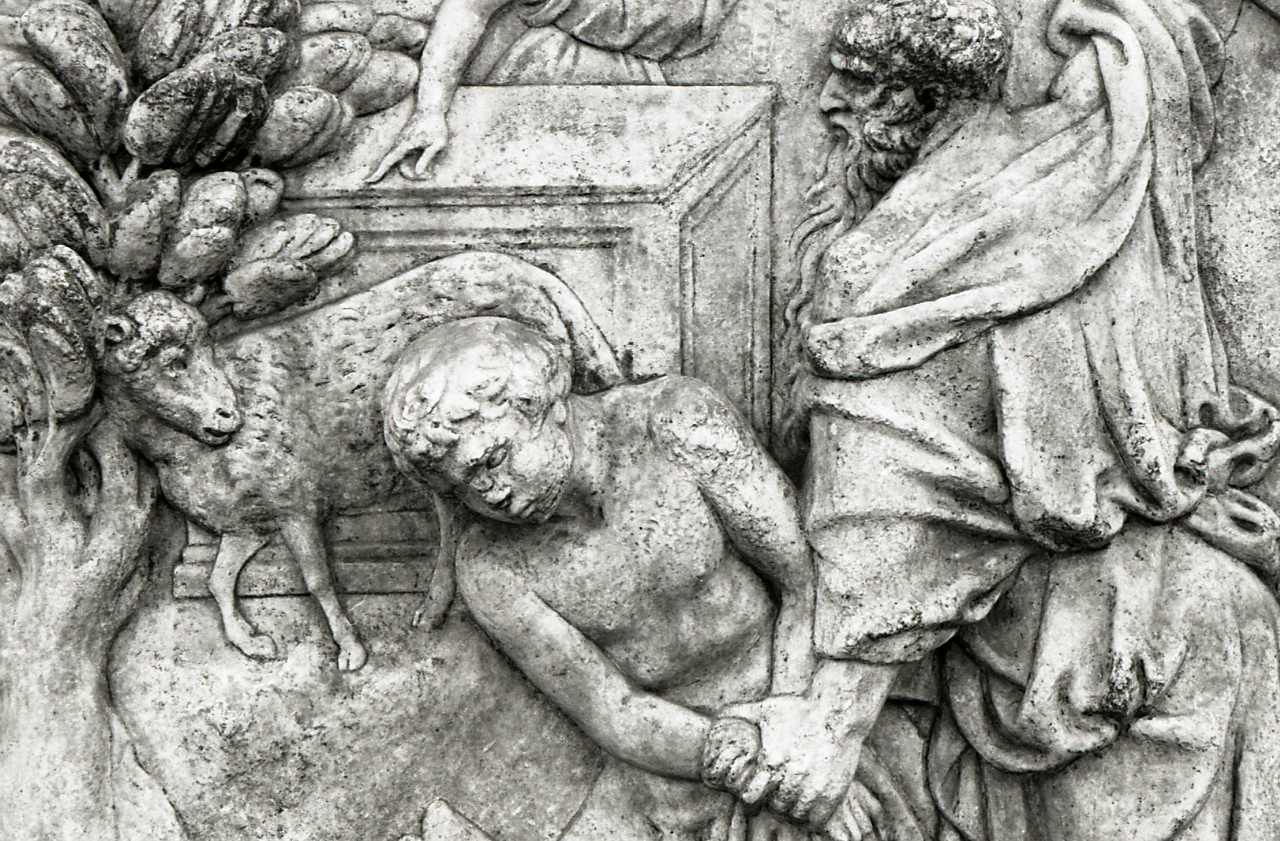
Sacrificio de Isaac, detalle.
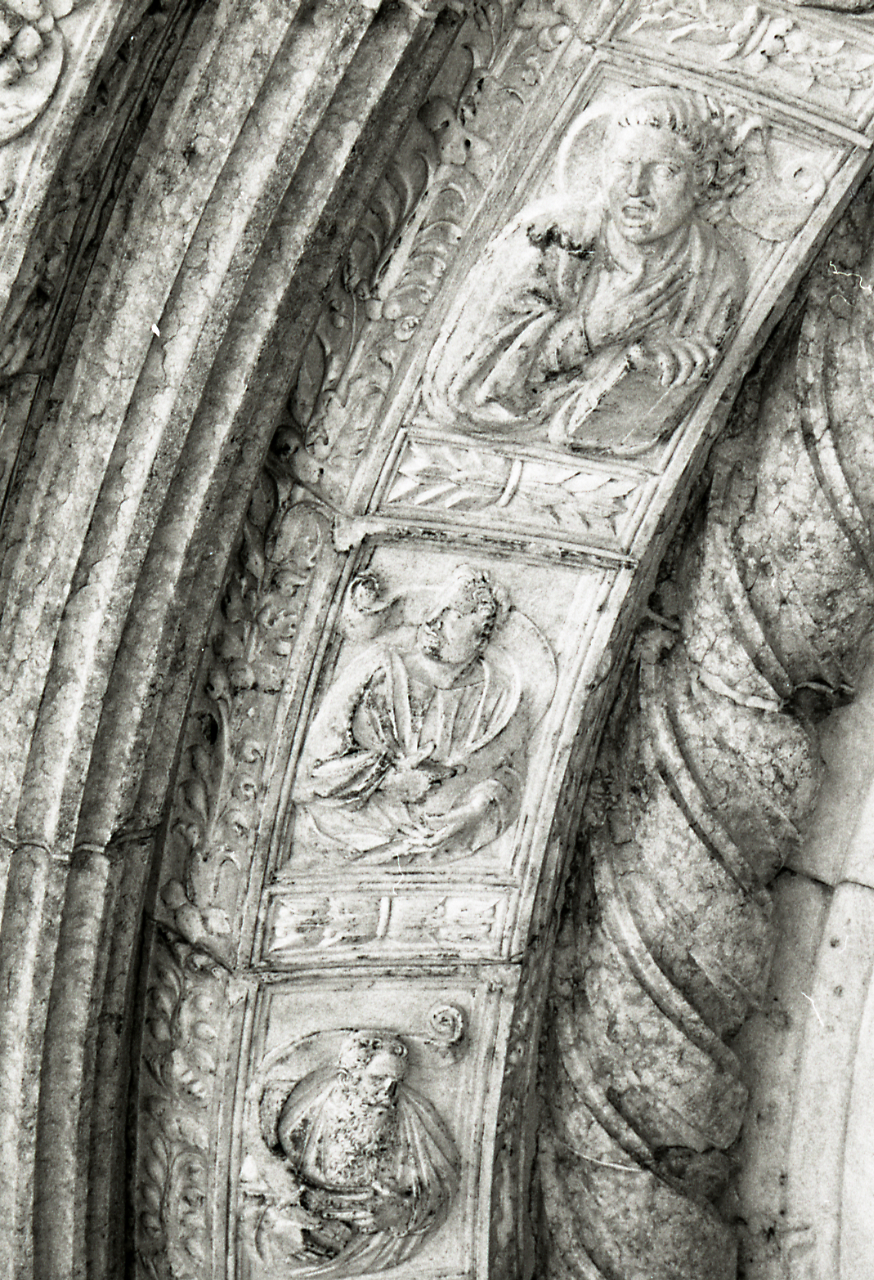
Profetas, detalle de la arquivolta.
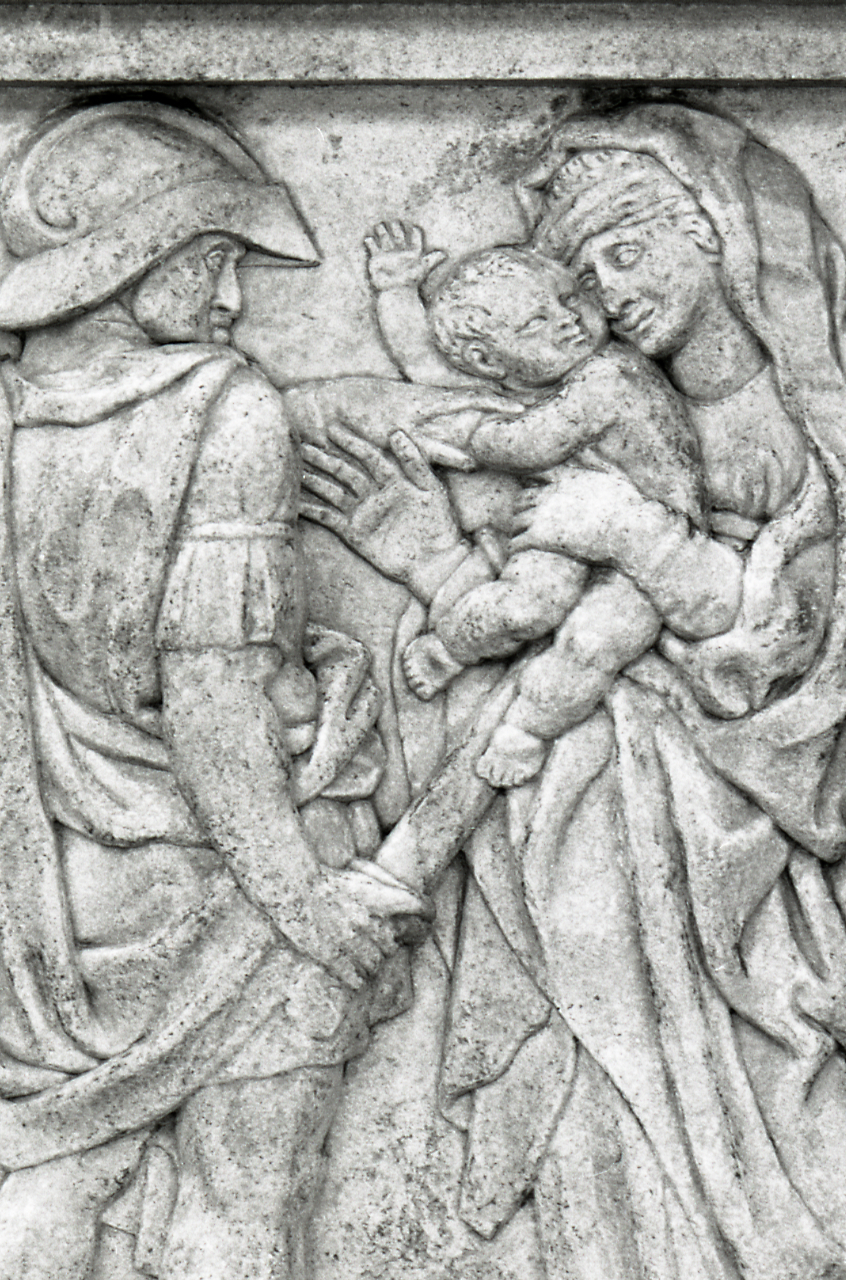
Matanza de los Inocentes, detalle del arquitrabe.